# Ipumirim
Ipumirim är en kommun i Brasilien.   Den ligger i delstaten Santa Catarina, i den södra delen av landet, 1 300 km söder om huvudstaden Brasília. Antalet invånare är 7 220.
I omgivningarna runt Ipumirim växer huvudsakligen savannskog. Runt Ipumirim är det ganska glesbefolkat, med 23 invånare per kvadratkilometer.